# Markus Gandler
Markus Gandler (Kitzbühel, 20 agosto 1965) è un ex fondista austriaco.

## Biografia
In Coppa del Mondo ottenne il primo risultato di rilievo il 15 gennaio 1988 a Štrbské Pleso (7°) e l'unico podio il 16 dicembre 1989 a Calgary (3°).
In carriera prese parte a due edizioni dei Giochi olimpici invernali, Albertville 1992 (34° nella 10 km, 41° nella 50 km, 28° nell'inseguimento) e Nagano 1998 (2° nella 10 km, 7° nell'inseguimento, 9° nella staffetta), e a tre dei Campionati mondiali, vincendo una medaglia.

## Palmarès

### Olimpiadi
- 1 medaglia:
  - 1 argento (10 km a Nagano 1998)

### Mondiali
- 1 medaglia:
  - 1 oro (staffetta[1] a Ramsau am Dachstein 1999)

### Coppa del Mondo
- Miglior piazzamento in classifica generale: 17º nel 1990, nel 1995 e nel 1996
- 1 podio (individuale[2])[3]:
  - 1 terzo posto

### Campionati austriaci
- 25 medaglie[4]:
  - 12 ori (15 km nel 1987; 30 km nel 1988; 15 km TL, 50 km nel 1989; 10 km, 15 km, 50 km nel 1993; 15 km nel 1994; 10 km, inseguimento nel 1996; 2x5 km TC nel 1997; 30 km nel 1998)
  - 7 argenti (30 km nel 1987; 15 km nel 1988; 15 km nel 1992; 30 km nel 1993; 10 km, 30 km nel 1994; 10 km nel 1998)
  - 6 bronzi (30 km nel 1989; 15 km TC; 15 km TL nel 1990; 30 km nel 1992; 10 km, inseguimento nel 1999)